# بانک هالیدی
بانک هالیدی (انگلیسی: Bank holiday) یکی از تعطیلات رسمی در بریتانیا ، برخی از کشور های مشترک‌المنافع هنگ کنگ و جمهوری ایرلند است.